# Emberizoides duidae
Emberizoides duidae е вид птица от семейство Тангарови (Thraupidae). Видът е почти застрашен от изчезване.

## Разпространение
Видът е разпространен във Венецуела.